# Muridke
Muridke är en stad i distriktet Sheikhupura i den pakistanska provinsen Punjab. Folkmängden uppgick till cirka 170 000 invånare vid folkräkningen 2017.